# Nationalparker i Vietnam
Nationalparker i Vietnam Vietnam har många naturskyddade områden. Enligt World Database om skyddade områden (WDPA) har Vietnam 15 nationalparker, 2 buffertzoner, 23 marina skyddsområden och 45 platser av kulturellt och historiskt intresse. Till detta kan läggas några biosfärområden . 
| Region              | Nationalpark      | Etablerat | Area (km2) | Provins                             |
| ------------------- | ----------------- | --------- | ---------- | ----------------------------------- |
| Tay Bac             | Hoàng Liên        | 2002      | 298,45     | Lào Cai                             |
| Dong Bac            | Ba Bể             | 1992      | 76,10      | Bắc Kạn                             |
| Dong Bac            | Bái Tử Long       | 2001      | 157,83     | Quảng Ninh                          |
| Dong Bac            | Xuân Sơn          | 2002      | 150,48     | Phú Thọ                             |
| Dong Bac            | Tam Đảo           | 1996;     | 368,83     | Vĩnh Phúc, Thái Nguyên, Tuyên Quang |
| Đồng Bằng Sông Hồng | Ba Vì             | 1991      | 73,77      | Hà Tây                              |
| Đồng Bằng Sông Hồng | Cát Bà            | 1986      | 152,00     | Hải Phòng                           |
| Đồng Bằng Sông Hồng | Cúc Phương        | 1994      | 222,00     | Ninh Bình, Thanh Hóa, Hòa Bình      |
| Đồng Bằng Sông Hồng | Xuân Thủy         | 2003      | 71,00      | Nam Định                            |
| Bac Trung Bo        | Bến En            | 1992      | 166,34     | Thanh Hóa                           |
| Bac Trung Bo        | Pù Mát            | 2001      | 911,13     | Nghệ An                             |
| Bac Trung Bo        | Vũ Quang          | 2002      | 550,28     | Hà Tĩnh                             |
| Bac Trung Bo        | Phong Nha-Kẻ Bàng | 2001;     | 857,54     | Quảng Bình                          |
| Bac Trung Bo        | Bạch Mã           | 1991      | 220,30     | Thừa Thiên-Huế                      |
| Tay Nguyen          | Chư Mom Ray       | 2002      | 566,21     | Kon Tum                             |
| Tay Nguyen          | Kon Ka Kinh       | 2002      | 417,80     | Gia Lai                             |
| Tay Nguyen          | Yok Đôn           | 1991      | 1155,45    | Đăk Lăk                             |
| Tay Nguyen          | Chư Yang Sin      | 2002      | 589,47     | Đăk Lăk                             |
| Tay Nguyen          | Bidoup Núi Bà     | 2004;     | 648,00     | Lâm Đồng                            |
| Dong Nam Bo         | Cát Tiên          | 1992      | 738,78     | Đồng Nai, Lâm Đồng, Bình Phước      |
| Dong Nam Bo         | Bù Gia Mập        | 2002      | 260,32     | Bình Phước                          |
| Dong Nam Bo         | Côn Đảo           | 1993      | 150,43     | Bà Rịa-Vũng Tàu                     |
| Dong Nam Bo         | Lò Gò Xa Mát      | 2002      | 187,65     | Tây Ninh                            |
| Mekong              | Tràm Chim         | 1994      | 75,88      | Đồng Tháp                           |
| Mekong              | U Minh Thượng     | 2002      | 80,53      | Kiên Giang                          |
| Mekong              | Mũi Cà Mau        | 2003      | 418,62     | Cà Mau                              |
| Mekong              | U Minh Hạ         | 2006      | 82,86      | Cà Mau                              |
| Mekong              | Phước Bình        | 2006      | 198,14     | Ninh Thuận                          |
| Mekong              | Núi Chúa          | 2003      | 296,73     | Ninh Thuận                          |
| Mekong              | Phú Quốc          | 2001      | 314,22     | Kiên Giang                          |